# Cyclovoltammetrie

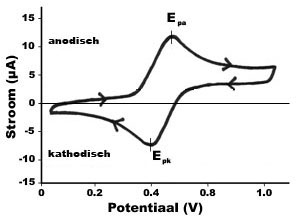
Voorbeeld cyclovoltammogram

Bij cyclovoltammetrie wordt door middel van een potentiostaat het potentiaalverschil tussen twee elektroden in een oplossing gevarieerd van laag naar hoog en terug.
Het potentiaalverschil wordt aangelegd tussen de meet-elektrode en een referentie-elektrode. De oplossing wordt niet geroerd en de potentiaal wordt met constante snelheid gevarieerd. Typisch ontstaat er een gesloten curve met twee pieken: een anodische piek voor de oxidatie-reactie en een kathodische piek voor de reductie-reactie. 
- Gedurende de eerste fase gaat de elektrodepotentiaal omhoog (het anodische traject).
  - In het begin is de stroom relatief laag. Deze stroom ontstaat door opladingseffecten aan het elektrode-oppervlak (zoals bij een condensator) en door reactie van onzuiverheden.
  - Vervolgens wordt de redoxpotentiaal van de opgeloste stof bereikt, waardoor deze gaat reageren. Hierdoor neemt de (anodische) stroom toe.
  - De opgeloste stof, die een reductor moet zijn (bijvoorbeeld Fe2+), wordt geoxideerd. Hierbij ontstaat de oxidator-vorm van deze stof (Fe3+).
  - De stroom neemt vervolgens af, want de reagerende stof raakt op. Omdat de oplossing namelijk niet geroerd wordt, kan enkel datgene reageren wat door diffusie (volgens de Wet van Fick) het elektrode-oppervlak bereikt. Er ontstaat een (anodische) piek Epa.

- Gedurende de tweede fase, na het omkeerpunt, gaat de elektrodepotentiaal omlaag (het kathodische traject).
  - Indien de redoxpotentiaal wordt bereikt van de oxidator-vorm van de opgeloste stof (bijvoorbeeld Fe3+ dat in de eerste fase is ontstaan en waarvan de deeltjes zich nog dicht bij de elektrode bevinden omdat de oplossing niet geroerd wordt), gaat deze reageren en neemt de (kathodische) stroom toe.
  - De opgeloste stof wordt gereduceerd, waarbij de oorspronkelijke reductor-vorm van de stof weer wordt teruggevormd (Fe2+).
  - Ook nu neemt de stroom vervolgens weer af, omdat de reagerende stof op raakt. Er ontstaat een (kathodische) piek Epk.

- Bij de volgende cyclus, dat wil zeggen indien het gehele proces wordt herhaald, ontstaan de twee bovengenoemde pieken opnieuw.

## Toepassingen

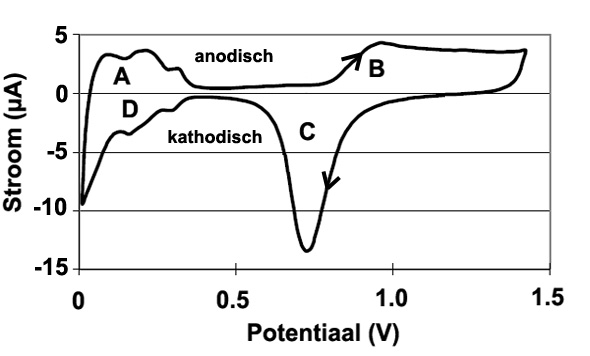
Karakteristiek cyclovoltammogram aan een Pt-elektrode in 1M H_{2}SO_{4}.
A,D: desorptie/adsorptiepieken van atomaire waterstof. B: vorming platinaoxiden. C: reductie platinaoxiden.

Een cyclovoltammogram heeft een sterk diagnostisch karakter. Naast het bepalen van de evenwichtspotentiaal van een redoxkoppel, kan uit het potentiaalverschil (Epa - Epk) tussen de anodische en kathodische piek worden afgeleid, in hoeverre de opgeloste stof reversibel (omkeerbaar) reageert. Een volledig reversibel redoxkoppel met één elektron in de halfreactie geeft namelijk een theoretisch potentiaalverschil tussen de pieken van 59 mV.
Cyclovoltammetrie wordt in elektrochemisch wetenschappelijk onderzoek zeer veel gebruikt. Doordat het technisch mogelijk is om zeer kleine stromen te meten, is het een gevoelige techniek, die veel informatie kan opleveren. Zo heeft een zuivere platina-elektrode een karakteristiek cyclovoltammogram, waarin in het lage potentiaalgebied de pieken zijn te zien die worden toegeschreven aan de adsorptie en desorptie van waterstofatomen aan het platina-oppervlak.